# Le CyKlop
Olivier D'Hondt, plus connu sous le pseudonyme Le CyKlop, né à Sainte-Adresse, en Seine-Maritime, en 1968, est un artiste urbain français. Il vit et travaille à Montreuil, en Seine-Saint-Denis. Il peint depuis 2006 des personnages à l'œil unique sur les potelets anti stationnement installés sur les trottoirs des villes.

## Biographie

### Enfance et jeunesse
Né le 2 décembre 1968 à Sainte-Adresse, en Seine-Maritime, il dessine pendant son enfance et continu à l'adolescence. Il commence à peindre à la bombe aérosol et pochoirs sur les murs du Havre et du quartier Belleville à Paris, mais sans considérer sa démarche comme purement artistique. Après avoir passé un baccalauréat d'Arts plastiques et un BTS de graphisme, un passage par l'école des Beaux Arts du Havre et de Rouen. Il s'installe à Marseille entre 1994 et 1996. À partir de 1997, il vit et travaille à Paris comme graphiste et directeur artistique pour des groupes de presse et de communication[réf. nécessaire].

### 2009—2014
En 2009, il crée à Paris son propre studio de création graphique. Il collabore à de nombreux documents imprimés et dirige alors la création de monographies d'artistes de Bande-dessinée pour les éditions Zanpano. Notamment : South African Road Trip de Loustal, Poupée de Sire volume 2 et Baron d'Holbach de Denis Sire, Contes libertins de Milo Manara, Métal Héros de Philippe Druillet, Tondi, Strip Art, L'Eau et la Femme, La Femme et l'Homme Animal, Barbara et les nouvelles Vénus d'Alex Varenne, Les Beaux jours, d'André Juillard, Papa, maman, Staline et moi de Mark Rozovski, 2019 , etc.. Parallèlement à son métier de graphiste, il crée en 2005 son personnage à l'œil unique sur les potelets anti stationnement à l'aide de bombes aérosols et de pochoirs. Il inscrit « Le CyKlop » au pochoir sur le trottoir, ce qui devient vite sa signature.

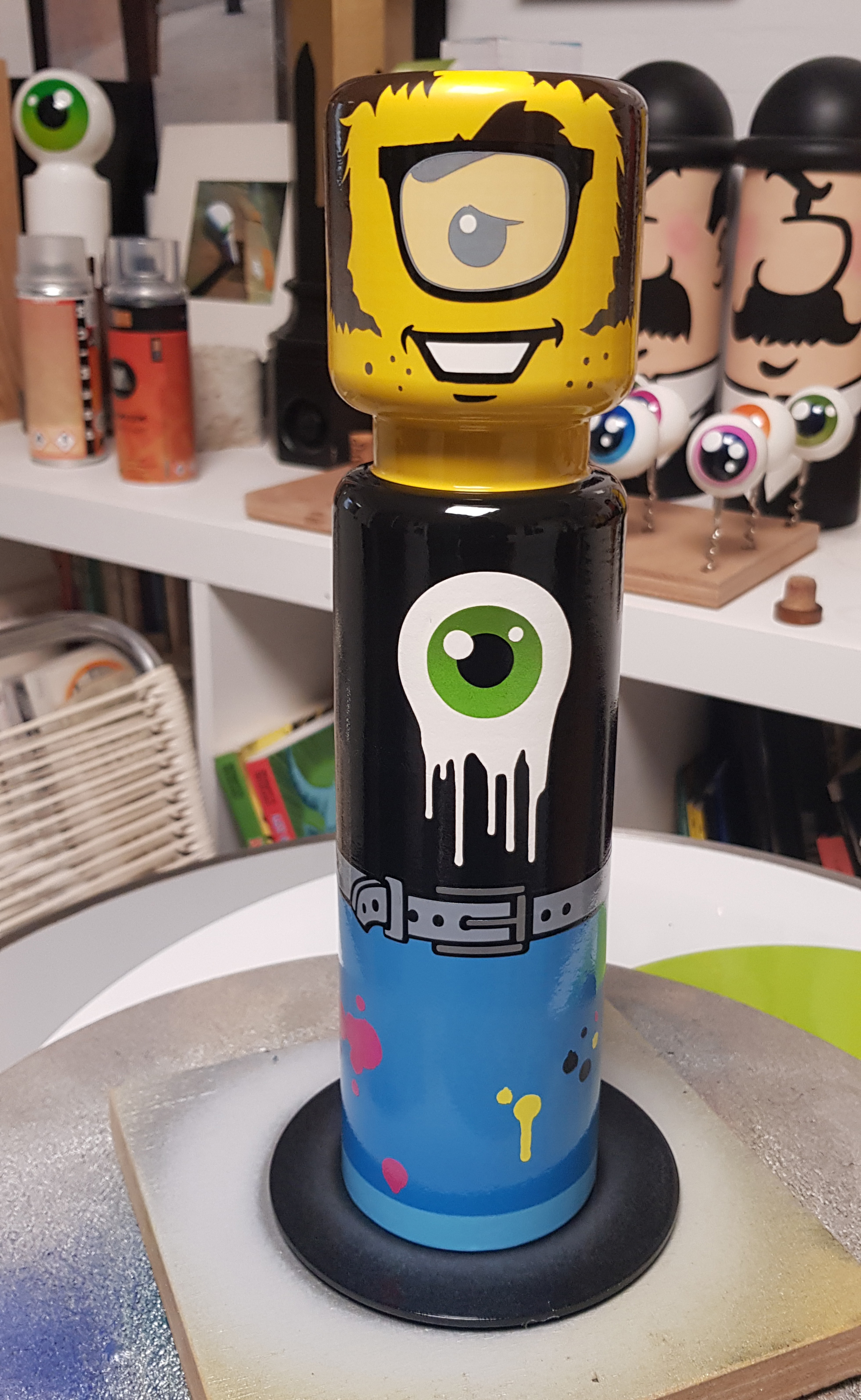
Autoportrait en L'ego. Potelet anti stationnement en acier peint à la bombe aérosol et pochoirs. Hauteur : 30 cm - Diam. : 10 cm

En 2010, il participe à sa première exposition collective Vive L'art urbain, organisée par le groupe d'artistes VLP à la galerie Univer. Il y montre un potelet anti-stationnement dé-scellé avec son morceau de trottoir, peint en jaune qui évoque les minifigurines de la marque de jouet Lego. À l'occasion de l'exposition, il peint devant la galerie, sans autorisation officielle, les quatre vingt potelets de la Cité de l'Ameublement à Paris. En 2011, il réalise son premier atelier participatif avec les élèves de l'école Saint-Maur à Paris. Street Monster consiste en une installation urbaine avec une centaine de potelets anti-stationnement transformés en cyclopes à l'aide aux créations des enfants, rue du Morvan à Paris 11e. L'installation a donné lieu à une retranscription dans le cadre d'une exposition à la galerie Univer, dans laquelle étaient présentés les dessins des enfants reproduits en très grands formats accompagnés des photos de chaque créations accompagné de leurs créateurs. Il participe ensuite à des festivals comme L'Été des Arts en Auxois-Morvan en Bourgogne, en résidence au château de Chevigny. Il peint alors ses personnages à l'œil unique dans les rues d'Avallon, de Montbard et de Semur-en-Auxois.
Il réalise à Paris ses personnages Stupids Monsters dans le cadre du festival Bastille Quartier Libre. En 2013, il participe à l'exposition Tour Paris 13 organisée par la Galerie Itinerrance à Paris 13e. Il crée des personnages orange fluo dégoulinants en référence à l'immeuble de la rue Futon, investi par une centaine d'artistes du mur au plafond. En 2014, il participe au festival Métamorphoses, lors d'une résidence artistique à Bourg-en-Bresse du 9 au 21 mai. Il y peint Les Poteaux Roses, une série de poteaux peints en roses en référence au célèbre rose manganèse des porcelaines du Baron Marron de Meillonnas. Il crée ses Happy Monsters au Fort d'Aubervilliers, sur les potelets de l'ancienne casse automobile pour le festival In Situ Art organisé par l'association Art en Ville du 18 mai au 29 septembre. Il réalise aussi plus de cinquante Angry L'Égo, à Pantin, lors du Festival de l'Art à l'Ourcq, organisé par ArtAzoi pendant l'été 2014. Il peint également de gros yeux colorés sur les boules de béton le long du canal de l'Ourcq.
En résidence pour le Festival In Situ 0.9 à Arles, du 24 juin au 3 juillet, il mixte les motifs et les couleurs dans le quartier de la Roquette.

### Depuis 2015
En 2015, le festival de Street Art Grand Paris Sud lui propose de modifier les potelets d'Évry-Courcouronnes et Villabé, en Essonne. Après avoir beaucoup travaillé avec des pochoirs et des bombes de peintures, il revient à des techniques plus traditionnelles, au pinceau et à la peinture acrylique et réalise Montm'Art, une installation sur une quarantaine de potelets en plein cœur de Pigalle. Le CyKlop revisite l’histoire de l’art sur les potelets anti-stationnement de la rue Piémontési qu’il repeint à la manière d’œuvres d’artistes peintres ayant vécu ou travaillé à Montmartre. À travers les portraits emblématiques des grands peintres parisiens des XIXe et XXe siècles, c’est l’histoire du quartier qui est racontée. Ainsi, par exemple, La Joconde de Marcel Duchamp, affublée d’une barbichette et de l’acrostiche L.H.O.O.Q., un pastiche en référence à l’homosexualité supposée de Léonard de Vinci que l’artiste Dada a réalisé en 1910, fait écho au passé du quartier en rendant hommage aux travailleuses du sexe et transgenres en particulier qui ont longtemps peuplées la rue André-Antoine toute proche.
L'été 2015 est également pour lui, l'occasion de mettre en scène ses Angry L'Égo sur les potelets dit « à gorge » dont la forme évoque les minifigs Lego, dans les rues de Montreuil, en Seine-Saint-Denis, et lors d'une Résidence artistique au théâtre de Colombes. Du 17 au 31 août 2015, il est invité à une résidence artistique au Moko mall de Hong Kong lors de laquelle il réalise l'installation Eye Love Moko. Il y crée et réalise des éléments de décors d’une rue parisienne dans l’Atrium du Grand Century Place du Moko mall : passage piéton, lampadaire, banc, vélo et potelets anti stationnement, notamment, en collaboration avec l’Agence d’événementiel Pico International. Happening dansé avec les costumes en globe oculaire, déambulation dans les rues du quartier de Kowloon.
En 2016, il revient à une installation collaborative avec les habitants du quartier de la Goutte-d'Or à Paris, organisé par l’Accueil Goutte d’or. Pour le festival Les 14'arts, il réalise, rue Sainte-Léonie, dans le 14e arrondissement de Paris, Vert'iges, trente cinq potelets peint en un dégradé de vert. Du 3 au 18 octobre 2016, Quai 36 lui propose d'intervenir sur les potelets autour de la gare de Lyon à Paris dans le cadre d'Art en Gare en collaboration avec Gares et Connexions et la SNCF. Il y réalise trois installations différentes sur les potelets anti-stationnement qui bordent la Tour de l'Horloge de la gare parisienne. Un groupe d'animaux aux couleurs bigarrées, un dégradé de couleurs comme une boîte de Caran d'Ache et une anamorphose dans laquelle on lit le mot Liberté !
Organisé par le musée intercommunal d'Étampes, Le CyKlop s'installe à Étampes se déroule du 1er octobre au 5 novembre 2016. L'artiste a investi la ville à travers, une exposition à l'Espace Déclic, une installation urbaine et le détournement des œuvres du musée lors de la Nuit Blanche 2016. En 2018, Le CyKlop modifie les potelets « à gorge » de forme cylindrique qui ressemblent aux minifigurines Lego. Dans les rues de Versailles, dans les Yvelines, il revisite l’histoire de France en customisant 25 potelets en personnages qui ont marqué la mémoire de la ville et de son château. Tous ces personnages revisités à la sauce manière des Toys, les visages jaunes et l’œil unique, peints à la bombe de peinture et au pochoir sur les potelets anti-stationnement sont installés autour de la salle du Jeu de paume, dans le quartier Saint-Louis.
En octobre 2021, il réalise à Paris, Mystère et boules de gomme ou Les Cent yeux d’Argos, une installation artistique reprenant les codes d’une aire de jeu. Les couleurs primaires évoquent l’univers du jouet et transforment la rue en un immense plateau de jeu. Cette œuvre a été installée en 2021 dans le cadre de l’appel à projets « Embellir Paris » lancé par la Ville de Paris afin de favoriser des nouveaux projets d’aménagement urbain dans Paris.
Le 27 septembre 2024 parait aux édition Zanpano, sa monographie Dans l'œil du CyKlop. Ce livre de 288 pages présente son parcours artiste depuis plus de 17 ans avec plus de 500 photos et dessins. Ce Beau-livre est une édition bilingue anglais/français traduite par David Gilchrist.

## Publications
- Nicolas Gzeley, Le CyKlop, fantaisies urbaines, Paris, Critères éditions, 2016, 96 p. (ISBN 978-2-370-26041-3), Au début de l’été 2015, une vingtaine de potelets du quartier de Montmartre se parent de couleurs. Si l’on reconnaît immédiatement les Cyklops à l’oeil coloré qui surplombe leur corps de métal, ils semblent cette fois dessinés par une main étrangère. Les plus cultivés reconnaissent rapidement la patte de Picasso, Matisse ou Manet. À y regarder de plus près, c’est tout un pan de l’histoire de l’art qui s’expose le long de la rue Piemontési. Sur l’invitation du conseil de quartier Montmartre, Le CyKlop a choisi de représenter les artistes ayant vécu dans ce quartier historique.
- Stéphanie Lombard, Guide du street art à Paris, Alternatives, 2017 (ISBN 978-2-07-270114-6 et 2-07-270114-7, OCLC 987912727)
- Simon Hoareau, Guide du street art à Paris, Alternatives, 2018 (ISBN 978-2-07-275396-1 et 2-07-275396-1, OCLC 1081334727)
- Stéphanie Lombard, Guide du street art à Paris, Alternatives, 2020 (ISBN 978-2-07-287596-0 et 2-07-287596-X, OCLC 1206386172)
- Chrixce l, Guide du street art à Paris, Alternatives, 2022 (ISBN 978-2-07-297507-3 et 2-07-297507-7, OCLC 1354014290)
- Nicolas Laugero Lasserre, Sous le street art, le Louvre : Quand l'art classique inspire l'art urbain, Alternatives, 2019 (ISBN 978-2-07-284458-4 et 2-07-284458-4, OCLC 1127579661)
- Sophie Pujas, Street art : cahier d'activités : redessinez la ville à la manière des grands artistes de street art, Tana, 2016 (ISBN 979-10-301-0137-9, OCLC 971573417)
- Sophie Pujas, Street art : poésie urbaine, Tana, 2015 (ISBN 979-10-301-0067-9, OCLC 928879111)
- Wendy Lily, Divers city : à la découverte de l'art urbain : + de 100 artistes en Île-de-France, Hachette, 2020 (ISBN 978-2-01-710693-7 et 2-01-710693-3, OCLC 1230124455)
- Claude Degoutte, Paris street art, Omniscience, 2016 (ISBN 978-2-916097-88-6 et 2-916097-88-0, OCLC 973398812)
- Dominique Lesbros, Curiosités de Paris : inventaire insolite des trésors minuscules, Parigramme, 2012 (ISBN 978-2-84096-735-4 et 2-84096-735-9, OCLC 793484288)
- Vito Del Forte, Paris street art, Prestel, 2008 (ISBN 978-3-7913-4053-1 et 3-7913-4053-0, OCLC 228358375)
- Olivier D'Hondt alias Le CyKlop, Dans l'œil du CyKlop, 2024  (ISBN 978-2-915757-53-8)